# Sunday at the Village Vanguard
Az 1961-es Sunday at the Village Vanguard Bill Evans koncertlemeze. 1961. június 25-én rögzítették a New York-i Village Vanguard-ban, öt blokkban. Ez az utolsó felvétel, amelyen együtt hallható az Evans trió Scott LaFaro nagybőgőssel és Paul Motian dobossal (LaFaro tíz nappal a felvétel után autóbalesetben elhunyt).
Evans és Keepnews producer azokat a dalokat választották ki az albumra, melyek a legjobban tükrözik LaFaro csodálatos játékát (az első és utolsó dalokat ő maga írta, míg a többin szólózik). Ezt az albumot tartják az egyik legjobb élő dzsesszfelvételnek.
További felvételek jelentek meg a Waltz for Debby albumon, majd a Bill Evans - More From the Vanguard-on. Az összes felvétel csak 2005-ben jelent meg The Complete Village Vanguard Recordings, 1961 címen. Az album szerepel az 1001 lemez, amit hallanod kell, mielőtt meghalsz című könyvben.

## Az album dalai
| 1. | Gloria's Step (2. felvétel)       | Scott LaFaro    | 6:09 |
| 2. | My Man's Gone Now                 | George Gershwin | 6:21 |
| 3. | Solar                             | Miles Davis     | 8:52 |
| 4. | Alice in Wonderland (2. felvétel) | Sammy Fain      | 8:34 |
| 5. | All of You (2. felvétel)          | Cole Porter     | 8:17 |
| 6. | Jade Visions (2. felvétel)        | Scott LaFaro    | 3:44 |

| 7.  | Gloria's Step (3. felvétel)       | Scott LaFaro | 6:54 |
| 8.  | Alice in Wonderland (1. felvétel) | Sammy Fain   | 6:59 |
| 9.  | All of You (1.felvétel)           | Cole Porter  | 8:08 |
| 10. | All of You (3.felvétel)           | Cole Porter  | 5:06 |
| 11. | Jade Visions (1. felvétel)        | Scott LaFaro | 4:16 |

## Közreműködők
- Bill Evans – zongora
- Scott LaFaro – nagybőgő
- Paul Motian – dobos